# Nihoa
Nihoa (tiếng Anh và tiếng Hawaii: Nihoa) hay đảo Bird (Bird Island) hoặc Moku Manu là hòn đảo cao nhất trong mười đảo và rạn san hô vòng ở quần đảo Tây Bắc Hawaii. Đảo nằm dưới sự quản lý hành chính của quận Honolulu, tiểu bang Hawaii, Hoa Kỳ.

## Địa lý

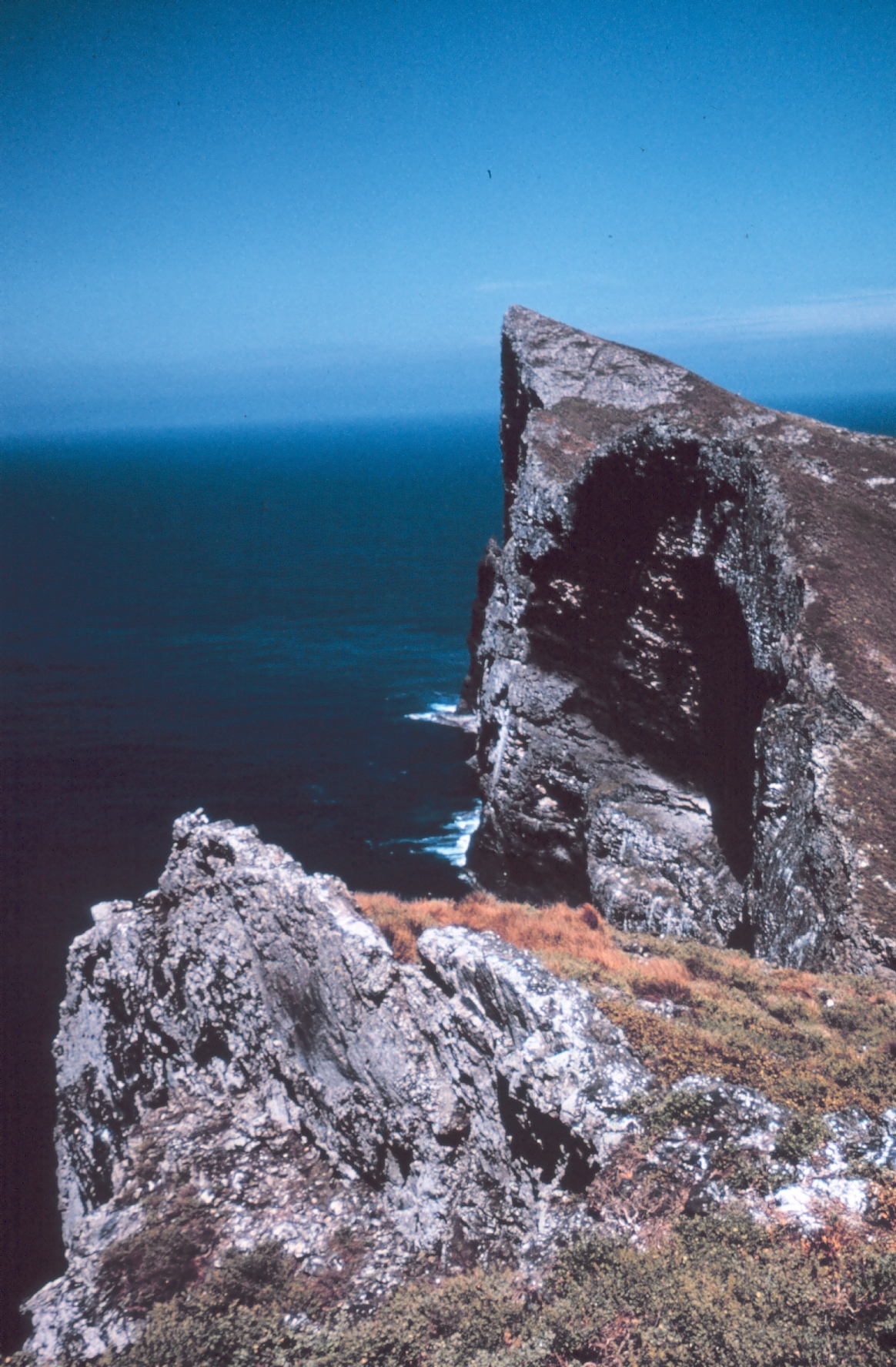
Đỉnh Tanager nhìn từ đỉnh Miller

Đảo Nihoa là một đảo núi lửa toạ lạc ở cực nam chuỗi đảo Tây Bắc Hawaii, cách đảo Necker 296 kilômét (160 nmi) về phía đông nam và cách đảo Kauai thuộc nhóm đảo chính Hawaii 240 kilômét (130 nmi) về phía tây bắc. Bao bọc xung quanh hòn đảo có diện tích 0,701054 km² này là một rạn san hô có diện tích 142.000 mẫu Anh (574.7 km²). Hình dáng lởm chởm đá của đảo là lời lý giải cho tên gọi Nihoa - nghĩa là "cái răng" trong tiếng Hawaii.
Trong quần đảo Tây Bắc Hawaii thì đảo Nihoa là trẻ nhất (hình thành khoảng 7,2 triệu năm về trước) trong khi rạn san hô vòng Kure là già nhất (hình thành 30 triệu năm về trước). Qua nhiều thiên niên kỉ, đảo Nihoa đã trải qua quá trình xâm thực mạnh mẽ; cùng với đảo Necker, các bãi cạn Frigate Pháp và các đỉnh nhọn Gardner, Nihoa là một trong bốn thực thể của quần đảo Tây Bắc Hawaii còn nền đá bazan lộ thiên. Đảo có hai đỉnh nhọn là đỉnh Miller ở phía tây và đỉnh Tanager ở phía đông với độ cao lần lượt là 272 m và 259 m. Ngoài ra, còn có đỉnh Dog's Head (trông giống "đầu chó") cao 358 foot (109 m) và đỉnh Pinnacle cao 626 foot (191 m). Trên đảo có sáu Thung lũng dốc từ bắc xuống nam và gặp nhau tại mặt nam của đảo: Thung lũng West, Thung lũng West Palm, Thung lũng Miller, Thung lũng Middle, Thung lũng East Palm và Thung lũng East. Nơi duy nhất bằng phẳng trên đảo là cao nguyên Albatross (Albatross Plateau) ở ngay phía dưới đỉnh Miller. Một khe nứt hẹp mang tên Devil's Slide sụt sâu 700 foot (210 m). Từ cao nguyên Albatross, khe này mở rộng về hướng bắc và kết thúc tại một vách đá dốc đứng đâm thẳng xuống đại dương với độ cao 190 foot (60 m).

## Sinh thái

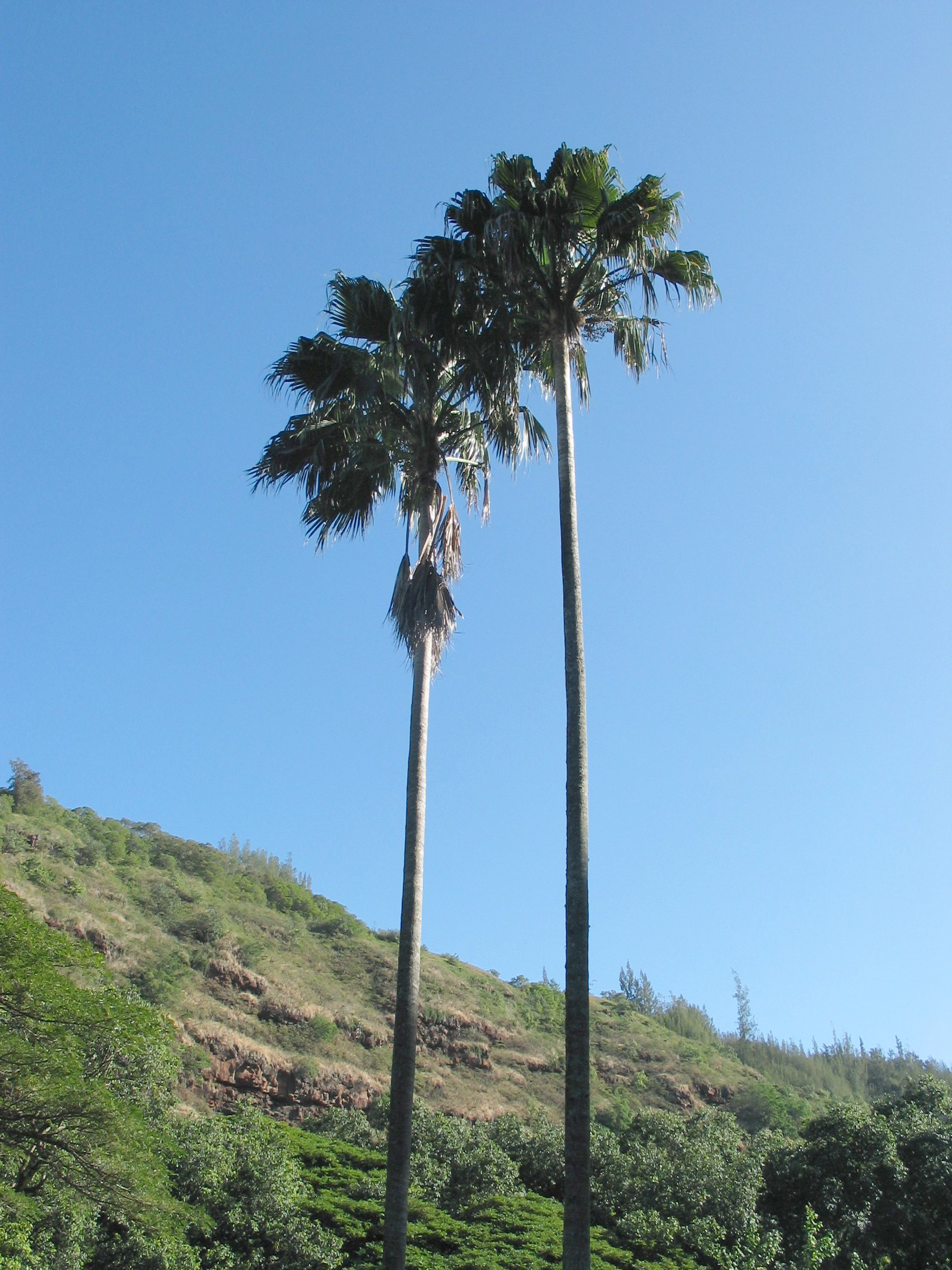
Pritchardia remota

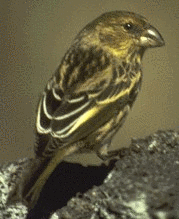
Telespiza ultima

Đảo Nihoa là ngôi nhà của 25 loài thực vật và động vật, đa dạng nhất trong toàn quần đảo Tây Bắc Hawaii. Một số loài chỉ có thể được tìm thấy trên đảo như Telespiza ultima và Acrocephalus familiaris kingi (chim), Pritchardia remota, Schiedea verticillata và Amaranthus brownii (cây). Khu hệ thực vật và các khối đá đóng vai trò là nơi làm tổ và trú đậu cho 18 loài chim biển như Sula sula, Anous stolidus, nhàn và hải âu.
Do cách biệt về địa lý và không sở hữu những mỏ phân chim lớn nên đảo Nihoa không thu hút sự quan tâm của con người. Điều này giúp bảo tồn các loài đặc hữu khỏi nguy cơ tuyệt chủng. Vì đảo nhỏ nên đa phần các loài đặc hữu của Nihoa thuộc nhóm loài nguy cấp bởi lẽ cả quần thể có thể bị tiêu diệt khi một thảm hoạ nào đó - như cháy hay sự xâm nhập của sinh vật xâm lấn - xảy ra. Một ví dụ là trường hợp loài châu chấu xâm lấn Schistocerca nitens: trong giai đoạn 1999-2003, châu chấu đã tàn phá phần lớn thảm thực vật trên đảo và gây mối nguy thực sự đối với thực vật đảo Nihoa. Vào những năm tiếp theo, số châu chấu giảm và thực vật phát triển trở lại. Hầu như chắc chắn là châu chấu đã theo các cơn gió từ đảo Kauau để đến đảo Nihoa.
Sau đây là danh sách một số sinh vật đặc hữu của đảo Nihoa:
- Pritchardia remota
- Acrocephalus familiaris kingi
- Telespiza ultima
- Banza nihoa
- Schiedea verticillata
- Sesbania tomentosa
- Amaranthus brownii
- Nihoa mahina
- Thaumatogryllus conanti
- Plagithmysus nihoae
- Eupelmus nihoaensis
- Hylaeus perkinsiana

### Bảo tồn
Năm 1909, Khu bảo tồn Quần đảo Hawaii (Hawaiian Islands Reservation) thành lập với Nihoa là một phần trong đó. Nhiều loài sinh vật trên đảo được kiểm kê toàn diện qua chuyến thám hiểm Tanager năm 1923. Năm 1940, đảo trở thành một bộ phận của Khu nương náu Hoang dã Quần đảo Tây Bắc Hawaii (Northwestern Hawaiian Islands Wildlife Refuge). Năm 1988, người ta liệt kê đảo vào Sổ bộ Địa danh Lịch sử Quốc gia Hoa Kỳ do đảo có các di chỉ khảo cổ quan trọng về mặt văn hoá. Từ năm 2006, đảo thuộc Khu bảo vệ hải dương quốc gia Papahānaumokuākea (Papahānaumokuākea Marine National Monument). Những ai có ý định đến Nihoa nhằm mục đích nghiên cứu khoa học và văn hoá thì phải có giấy phép đặc dụng từ Cục Hoang dã và Cá Hoa Kỳ. Biện pháp này nhằm giảm rủi ro các loài ngoại lai xâm nhập hệ sinh thái mong manh của đảo.

## Lịch sử
Các nhà khảo cổ đã tìm thấy các dấu tích ruộng bậc thang và nhà cửa trên đảo, và ít nhất một di chỉ có niên đại từ khoảng thiên niên kỉ thứ nhất, khoảng năm 867-1037. Có một số băn khoăn về số lượng người đã từng sống trên đảo: trong khi các ruộng bậc thang lớn cho thấy rằng từng có nhiều người sinh sống thì mặt khác trên đảo lại chỉ có ít nước ngọt. Nhà khảo cổ học Kenneth Emory và Paul Cleghorn ước tính rằng nước ngọt trên đảo đáp ứng nhu cầu cho 100 người, mặc dầu nếu trước đây đảo từng có rừng cây thì nguồn cung cấp nước có thể nhiều hơn so với hiện nay. Người ta còn nghĩ rằng Nihoa chỉ được dùng cho mục đích tôn giáo, nói cách khác là cư dân Hawaii cổ chỉ thỉnh thoảng mới thăm đảo và không trú lại lâu.
Người phương Tây đầu tiên khám phá đảo Nihoa là thuyền trưởng James Colnett của tàu Prince of Wales vào ngày 21 tháng 3 năm 1788. Do Colnett vắng mặt ở nước Anh trong thời gian dài (tính cả thời gian bị người Tây Ban Nha cầm tù do Colnett tham gia cuộc khủng hoảng Nootka) nên công lao khám phá Nihoa từng được gán cho thuyền trưởng William Douglas của tàu Iphigenia - người đã tìm thấy đảo Nihoa một năm sau đó.
Vào cuối thế kỉ 18, phần lớn người dân Hawaii đã lãng quên đảo Nihoa. Năm 1822, nữ hoàng Kaʻahumanu và phu quân là vua Kaumualiʻi cùng đi tàu với thuyền trưởng William Sumner để kiếm tìm đảo Nihoa - hòn đảo mà thế hệ của bà chỉ biết đến qua những bài hát và truyện thần thoại. Sau đó, vua Kamehameha IV viếng thăm đảo nhằm chính thức sáp nhập nơi này vào lãnh thổ Vương quốc Hawaii. Vào năm 1885, công chúa Liliuokalani cùng đoàn tuỳ tùng đã hành hương đến Nihoa nhưng buổi tiệc ban trưa của họ đã bị phá ngang do ai đó vô tình gây ra một vụ cháy rừng. Cả đoàn cố gắng tháo thân khỏi hòn đảo nhưng thủy triều đang lên đã gây khó khăn và làm ngập vài chiếc thuyền, từ đó phá huỷ mất một số bức ảnh chụp lại nơi này.